# Sommer-OL 2032
|  | Denne artikel indeholder information om en fremtidig sportsbegivenhed Der kan forekomme spekulativ information, og indholdet kan ændres dramatisk når arrangementet nærmer sig og mere information bliver tilgængelig. |

Sommer-OL i 2032 bliver den 35. olympiades lege. Begivenheden vil finde sted i 2032. Værtskabet for legene tilfaldt Brisbane, Queensland i Australien.

## Kandidater
Officielle bud
- 19. februar 2019 meddelte Indonesiens udenrigsministerium, at landet officielt havde budt på værtskabet for legene. Værtsbyen blev i første omgang ikke nævnt.[2]

Interesserede nationer
En række lande, byer og områder udtrykte i forskellige forbindelser interesse for at afholde legene i 2032, blandt andet:
- Indien: Mumbai eller New Delhi[3][4]
- Nord- og Sydkorea: Pyongyang og Seoul[5]
- Tyskland: Ruhr-Rhin-området[6]